# Comme un jeu d'enfants
Pour plus de détails, voir Fiche technique et Distribution.
Comme un jeu d'enfants est un téléfilm français réalisé par Daniel Janneau, tourné en 2008, et diffusé le 12 septembre 2009 sur France 3.

## Fiche technique
- Réalisateur : Daniel Janneau
- Scénario : Anne-Marie Catois
- Musique : Jean-Marie Sénia
- Genre : Film dramatique
- Date de diffusion : 12 septembre 2009 sur France 3
- Durée : 90 minutes

## Distribution
- Fanny Cottençon : Fanny Dumont
- Patrick Raynal : Jacques Dumont
- Kerian Mayan : Léo Latreuille
- Alexandre Tacchino : Thomas Dumont
- Yves Verhoeven : Christophe
- Noémie Kocher : la pharmacienne